# 福慶石家大院
福慶石家大院位於四川省廣元市旺蒼縣，文物遺址年代判定為1944年。2012年7月16日公佈為第八批四川省文物保護單位。
福慶石家大院位於四川省廣元市旺蒼縣福慶鄉農經村1社，坐北向南，占地面積約900平方米，建築面積約500平方米，建於1944年，完工於1946年8月。為時任伏溪鄉鄉長石銀玉住宅，由前廳，東、西廂房，正廳，西側耳房組成，均系穿鬥梁架，單簷懸山式屋頂，小青瓦屋面。大院建築設計獨特，建築工藝手法細膩，為川北典型的四合院民居建築，對於研究該區域的建築類型和建築特點提供了實物材料。2010年，福慶石家大院被旺蒼縣人民政府公佈為縣級文物保護單位。